# Odintsovita
La odintsovita és un mineral de la classe dels silicats. Rep el nom en honor del professor M. M. Odintsov (1911-1979), fundador de l'Institut de l'escorça terrestre d'Irkutsk.

## Característiques
La odintsovita és un silicat de fórmula química K₂Na₄Ca₃Ti₂Be₄Si₁₂O38. Cristal·litza en el sistema ortoròmbic. La seva duresa a l'escala de Mohs es troba entre 5 i 5,5.

## Formació i jaciments
Va ser descoberta al massís Malyi Murun, a l'óblast d'Irkutsk, dins el Districte Federal de l'Extrem Orient (Rússia). També ha estat descrita al mont Koaixva, al massís de Khibini, també a Rússia. Fora d'aquest país només ha estat trobada a Nakkaalaaq, un muntanya situada al Complex intrusiu d'Ilímaussaq, a la costa sud-oest de Groenlàndia.